# Francia en la Copa Mundial de Fútbol de 1930
La selección de Francia fue una de las 13 participantes en la Copa Mundial de Fútbol de 1930, que se realizó en Uruguay. En el sorteo quedó emparejada en el Grupo 1 junto a las selecciones de Argentina, Chile y México. En su primer partido derrotó por 4:1 a la selección mexicana, pero los siguientes dos encuentros cayó por 0:1, quedando eliminada en primera ronda.

## Jugadores
| #     | Nombre                                    | Posición                                  | Edad                                      | Club                                      |
| ----- | ----------------------------------------- | ----------------------------------------- | ----------------------------------------- | ----------------------------------------- |
|       | Numa Andoire                              | Defensa                                   | 22                                        | Antibes                                   |
|       | Marcel Capelle                            | Defensa                                   | 25                                        | Racing Club de France                     |
|       | Augustin Chantrel                         | Mediocampista                             | 23                                        | Stade Français                            |
|       | Edmond Delfour                            | Delantero                                 | 22                                        | Racing Club de France                     |
|       | Célestin Delmer                           | Mediocampista                             | 23                                        | Amiens                                    |
|       | Marcel Langiller                          | Delantero                                 | 22                                        | Excelsior de Roubaix                      |
|       | Jean Laurent                              | Mediocampista                             | 23                                        | Sochaux                                   |
|       | Lucien Laurent                            | Delantero                                 | 22                                        | Sochaux                                   |
|       | Ernest Libérati                           | Delantero                                 | 24                                        | Amiens                                    |
|       | André Maschinot                           | Delantero                                 | 27                                        | Sochaux                                   |
|       | Étienne Mattler                           | Defensa                                   | 24                                        | Sochaux                                   |
|       | Marcel Pinel                              | Mediocampista                             | 22                                        | Red Star                                  |
|       | André Tassin                              | Portero                                   | 28                                        | Racing Club de France                     |
|       | Alex Thépot                               | Portero                                   | 23                                        | Red Star                                  |
|       | Émile Veinante                            | Delantero                                 | 23                                        | Racing Club de France                     |
|       | Alexandre Villaplane                      | Mediocampista                             | 24                                        | Racing Club de France                     |
| D. T. | Raoul Caudron Jean Rigal Maurice Delanche | Raoul Caudron Jean Rigal Maurice Delanche | Raoul Caudron Jean Rigal Maurice Delanche | Raoul Caudron Jean Rigal Maurice Delanche |

## Participación

### Grupo 1
| Equipo    | Pts | PJ | PG | PE | PP | GF | GC | Dif |
| --------- | --- | -- | -- | -- | -- | -- | -- | --- |
| Argentina | 6   | 3  | 3  | 0  | 0  | 10 | 4  | 6   |
| Chile     | 4   | 3  | 2  | 0  | 1  | 5  | 3  | 2   |
| Francia   | 2   | 3  | 1  | 0  | 2  | 4  | 3  | 1   |
| México    | 0   | 3  | 0  | 0  | 3  | 4  | 13 | -9  |

| 13 de julio de 1930, 15:00                                          | Francia                                          | 4:1 (3:0) | México      | Estadio Pocitos, Montevideo                                |                                                            |
|                                                                     | Laurent 19' · Langiller 40' · Maschinot 43', 87' | Reporte   | Carreño 70' | Asistencia: 4444 espectadores Árbitro(s): Domingo Lombardi | Asistencia: 4444 espectadores Árbitro(s): Domingo Lombardi |
| Lucien Laurent marcó el primer gol en la historia de los mundiales. |                                                  |           |             |                                                            |                                                            |

| 15 de julio de 1930, 16:00 | Argentina | 1:0 (0:0) | Francia | Estadio Parque Central, Montevideo                       |                                                          |
|                            | Monti 81' | Reporte   |         | Asistencia: 23 409 espectadores Árbitro(s): Almeida Rego | Asistencia: 23 409 espectadores Árbitro(s): Almeida Rego |

| 19 de julio de 1930, 12:50 | Chile        | 1:0 (0:0) | Francia | Estadio Centenario, Montevideo                          |                                                         |
|                            | Subiabre 65' | Reporte   |         | Asistencia: 2000 espectadores Árbitro(s): Aníbal Tejada | Asistencia: 2000 espectadores Árbitro(s): Aníbal Tejada |